# ستيف فيرث
ستيف فيرث (بالإنجليزية: Steve Firth)‏ هو عازف قيثارة بريطاني، ولد في 2 فبراير 1965 في هاليفاكس في المملكة المتحدة.

## وصلات خارجية
- ستيف فيرث على موقع ميوزك برينز (الإنجليزية)
- ستيف فيرث على موقع ديسكوغز (الإنجليزية)